# La república del vino
La república del vino (chino simple: 酒国; tradicional: 酒國; pinyin: Jiǔguó; The Republic of Wine, en su adopción al inglés) es una novela satírica del escritor chino Mo Yan, quien fue galardonado con el Premio Nobel de Literatura en 2012. Esta obra incide en la relación entre el pueblo chino y la comida y la bebida, y comenta y critica la corrupción y los excesos del gobierno, tanto en el nivel alimenticio como en el político.
Fue publicada en España por la editorial Kailas en 2010 a partir de la traducción de Cora Tiedra, que tomó como base la versión inglesa elaborada por Howard Goldblatt.

## Estructura
La novela presenta dos hilos narrativos distintos: uno de una forma estándar de la ficción que sigue a un detective, y el otro una serie de letras entre el personaje "Mo Yan" y un autor aspirante que es seguidor de su trabajo. El libro contiene varios capítulos, divididos a su vez en distintas partes. El hilo "detective" sigue a un investigador especial, Ding Gou'er, enviado a la China rural para investigar acusaciones de canibalismo. Por su parte, el hilo de "cartas" contiene cartas intercambiadas entre Li Yidou, un aspirante a autor, y Mo Yan, así como cuentos que Li Yidou envía a Mo Yan. En el transcurso de la novela, el enfoque se desplaza desde el hilo narrativo estándar de Ding Gou'er hasta el hilo de Li Yidou y Mo Yan. 

## Personajes principales
- Ding Gou'er, como investigador criminal.
- Li Yidou
- Mo Yan
- Yuan Shuangyu
- Li Yidou
- Yu Yichi

## Críticas
El crítico Philip Gambone escribió en The New York Times que "La república del vino es una mezcla fantástica postmodernista que toma prestados elementos de novelas de kung fu, de novelas policíacas, cuentos tradicionales de lo sobrenatural, westerns americanos y ficción del realismo mágico. Mo se está burlando de la época reformista de China después de Mao Zedong y dejó escapar un desgarrador grito por el alma perdida de su país''.
Alfonso Carvajal, de El Tiempo, apunta que ''la picardía de Mo Yan atraviesa el texto, revelando la esencia de este thriller a veces excesivo, y es un humor incandescente, en el cual la vida y la literatura son un juego, una "broma colosal", en palabras del cubano Virgilio Piñera, que en la novela se define como un género de "realismo diabólico". El licor Maotai, que bebía Mao, afilaba su mente como una cuchilla y creaba novedosas estrategias políticas''.